# Atlas Oryx
Atlas Oryx je dvoumotorový střední víceúčelový vrtulník. Vrtulník byl vyvinut společností Atlas Aircraft Corporation (nyní Denel Aviation) na základě francouzského typu SA 330 Puma. Oproti Pumě nabízí vyšší výkon při provozních nákladech nižších o plnou třetinu. S provozem tohoto typu se počítá nejméně do roku 2020. Vrtulníky existují v základním armádním provedení, v námořní verzi, provozované i z válečných lodí Jihoafrického námořnictva a ve verzi určené pro operace v Antarktidě.

## Vývoj
Jihoafrické letectvo zařadilo do svých sil téměř 40 francouzských vrtulníků transportních SA 330 Puma, které se velmi osvědčily ve zdejších náročných klimatických podmínkách. V 80. letech však již získání výkonnějších vrtulníků SA 332 Super Puma zabránilo embargo, zavedené na tehdejší režim kvůli jeho politice apartheidu. JAR proto nastartovala několik vlastních zbrojních programů včetně vývoje zdokonalené verze Pumy vlastními silami. Nejprve byly vyvinuty technologické demonstrátory, Atlas XH-1 Alpha vycházející z Alouette III, a Atlas XTP-1 Beta který využíval konstrukční a dynamické komponenty typu Puma. Na základě těchto demonstrátorů přitom vznikl jak Oryx, tak bitevní typ AH-2 Rooivalk.
Jako základ Oryxu byly použitý trupy vrtulníků Puma, dodané v počtu 50 kusů rumunskou továrnou IAR (stavěla v licenci vlastní IAR 330 Puma). Trupy byly mírně prodlouženy a v jejich konstrukci bylo využito kompozitů. Nové pohonné jednotky Turbomeca Makila ze Super Pum se JAR podařilo získat tajně za cenu porušení zbrojního embarga z Portugalska. Pilotní kabina vrtulníku je třímístná, v nákladovém prostoru může být přepravováno až 20 vojáků, 12 VIP pasažérů či šest nosítek. Pro svou obranu může Oryx nést dva 7,62mm kulomety.
Doposud vznikly čtyři základní varianty. V roce 2008 byl spuštěn modernizační program Drummer, na základě kterého má dostat 35–40 vrtulníků moderní komunikační a navigační přístroje.

## Varianty
- Oryx – základní armádní verze.[3]
- Oryx M – verze vybavená pro operace nad mořem a provozovaná pobřežní stráží.[3]
- Oryx M1 – verze Oryx M vybavená pro operace z palub válečných lodí.[3]
- Oryx M2 – verze Oryx M vybavená pro operace v chladném klimatu.[3]

## Specifikace

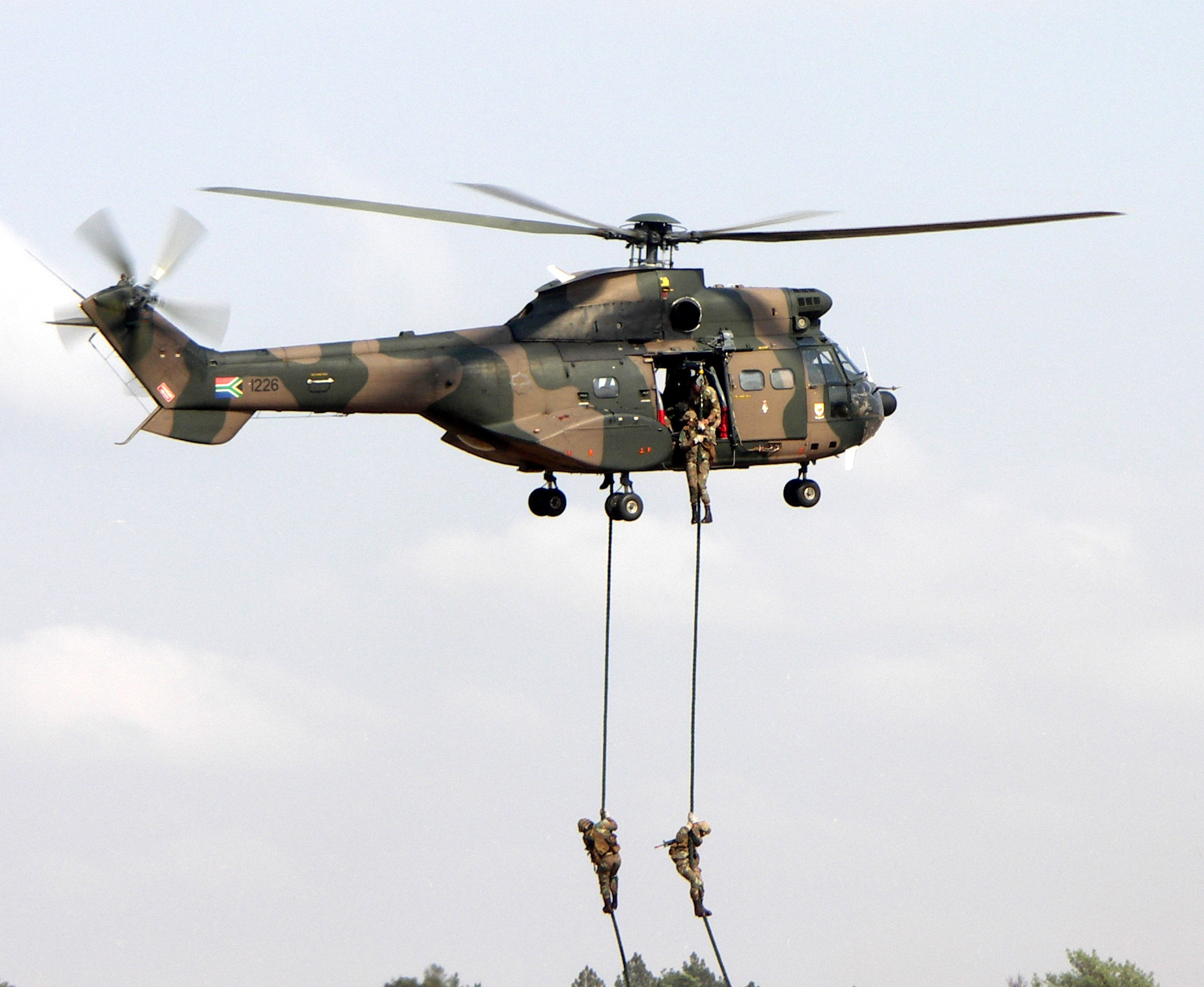
Armádní Oryx v akci

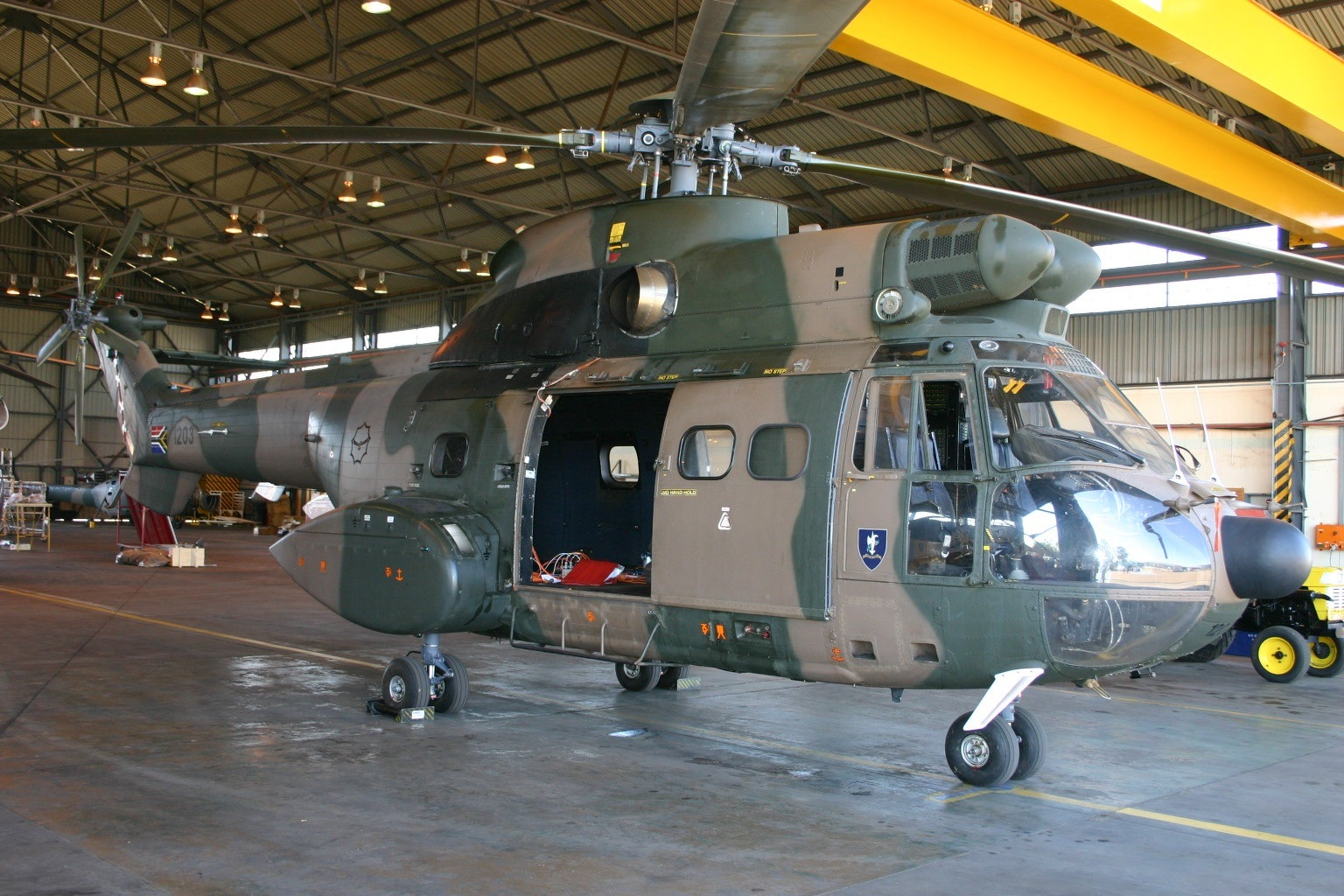
Atlas TP-1 Oryx, South African Air Force

## Specifikace[3]

### Technické údaje
- Posádka: 3 piloti, až 20 pasažérů
- Délka: 15,45 m
- Průměr nosného rotoru: 15,6 m
- Výška: 5,14 m
- Hmotnost prázdného stroje: 3600 kg
- Vzletová hmotnost: 8400 kg
- Pohonná jednotka: 2× turbohřídelový motor Turbomeca Makila IA1
- Výkon pohonných jednotek: 2× 1398 kW

### Výkony
- Maximální rychlost: 306 km/h
- Cestovní rychlost:
- Dolet: 561 km
- Praktický dostup: 7162 m
- Stoupavost u země: 15,2 m/s

### Výzbroj
- 2× 7,62mm kulomet Mitrailleuse d'Appui General (MAG) v bočních dveřích